# Пацифик
Паци́фик (англ. pacific — «мирный, миролюбивый, примирительный») — международный символ мира, разоружения, антивоенного и антиядерного движения. Этот знак (☮︎) был изначально создан для британского движения за ядерное разоружение. Разработан и закончен 21 февраля 1958 года профессиональным британским художником и дизайнером Джеральдом Холтомом для марша Комитета прямых действий против атомной войны. Марш планировалось провести 4 апреля от Трафальгарской площади в Лондоне до Управления исследований ядерного оружия в Элдермэстоне в Англии. После этого символ был принят Движением за ядерное разоружение (CND) и в 1960-х годах стал международной эмблемой антивоенного движения и контркультуры того времени.

## Рисунок
Знак представляет собой сочетание семафорных сигналов N и D, что означает «ядерное разоружение» (англ. nuclear disarmament). В семафорной азбуке букву N передают, держа два флага в виде перевернутой буквы V, а букву D — направив один флаг вверх и второй вниз. Эти два сигнала, наложенные друг на друга, образуют форму знака мира. В первой официальной версии CND линии расширялись от центра, и знак был белый на чёрном.
Холтом позднее написал Хью Броку, редактору журнала Peace News («Новости мира»), объяснив происхождение идеи более подробно:

Я был в отчаянии. Глубоком отчаянии. Я изобразил себя, человека в отчаянии, с руками опущенными и вытянутыми в стороны, как у крестьянина перед расстрельным взводом у Гойи. Я формализовал рисунок в линию и сделал круг вокруг него.

Ещё одним возможным значением знака «пацифик» может быть объединение всех дорог в одну как символ единства человечества.
Также встречаются интерпретации этого символа как отпечатка голубиной лапки.
Знак мира стал впервые известен в США в 1958 году, после того как Альберт Бигелоу приплыл на своей маленькой лодке, украшенной флагом со знаком мира, на место ядерных испытаний. Значок с символом был привезён в Америку в 1960 году Филипом Олтбэком, студентом Чикагского университета, который ездил в Англию как делегат от Студенческого союза за мир (SPU), чтобы встретиться с английскими сторонниками мира. Олтбэк купил мешок значков со «следом курицы» и привёз обратно в Чикаго, где убедил SPU перепечатывать значки и использовать знак как свою эмблему. В течение следующих четырёх лет SPU напечатал и продал тысячи значков в общежитиях. К концу 1960-х годов знак мира стал международным символом, принятым противниками войны.

Забавный и, пожалуй, самый известный факт моей биографии — я был тем, кто привёз символ мира (знак «пацифик» или «крест мира») в Соединённые Штаты. Его придумал английский профессиональный художник Джеральд Холтом специально к «Маршу мира» 1958 года, я после поездки в Англию убедил своих товарищей использовать его как символ нашей организации, а затем он стал символом борьбы против войны во Вьетнаме и символом мира.

В Юникоде знак мира это U+262E: ☮ и поэтому может быть изображен в HTML как &#x262e; или &#9774;. Тем не менее, браузер может не иметь подходящего шрифта, чтобы его изобразить.
Оригинальное изображение знака CND хранится в музее мира в Англии, где на всеобщее обозрение выставлена точная копия.

## Факты
- В 1973 году правительство ЮАР пыталось запретить использование символа противниками апартеида[6].